# John Horace Forney
John Horace Forney (12 août 1829 - 13 septembre 1902) est un major général de l'armée des États confédérés pendant la guerre de Sécession.

## Avant la guerre
John Horace Forney naît à Lincolnton, Caroline du Nord de Jacob et Sabina Swope Hoke Forney. Il est le plus jeune frère du brigadier général confédéré William H. Forney (en), cousin germain du brigadier général confédéré Robert Daniel Johnston (en), et petit cousin des majors généraux Robert F. Hoke et Stephen Dodson Ramseur. Ses parents déménage vers l'Alabama en 1835. John Horace Forney est nommé à l'académie militaire de West Point, État de New-York est diplômé en 1852, vingt-deuxième de sa promotion,. Forney est nommé brevet second lieutenant du 7th U.S. Infantry (en). Il est promu second lieutenant le 24 octobre 1853, et transféré au 10th Infantry (en) le 3 mars 1855. Il est promu premier lieutenant en 1855. Il participe à la guerre de l'Utah en 1857--1858.

## Guerre de Sécession
Forney démissionne le 23 janvier 1861, et entre dans l'armée confédérée en tant que colonel du 10th Alabama Infantry et prend part à la première bataille de Bull Run. Il est grièvement blessé à Dranesville, Virginie, le 20 décembre 1861 et doit quitter le champ de bataille,. Forney est promu brigadier général le 10 mars 1862, et major général le 27 octobre 1862,.
Lorsqu'il prend le commandement du département de l'Alabama et de Floride en avril 1862, son état de santé ne lui permet pas de reprendre le service avant mai 1862.
En avril 1862, le commandement du département de l'Alabama et de l'ouest de la Floride lui échoit(p399). Après un rapide service en tant que commandant du département, on lui donne le commandement d'une division de l'armée du lieutenant général John C. Pemberton défendant Vicksburg, et est capturé là-bas lorsque la ville tombe en juillet 1863. Après avoir été échangé, Forney est envoyé dans le département du Trans-Mississippi, où il suit John G. Walker en tant que commandant de la division du Texas.

## Après la guerre
À la fin de la guerre, il retourne en Alabama, où il est fermier et ingénieur civil jusqu'à sa mort à Jacksonville le 13 septembre 1902. Il est enterré dans le cimetière de la ville.